# علیچوپهلوان
الیسوپهلوان (به لاتین: Aliçopehlivan) یک منطقهٔ مسکونی در ترکیه است که در استان ادرنه واقع شده‌است.

## خصوصیات
الیسوپهلوان ۱٬۹۴۸ نفر جمعیت دارد و ۵۵ متر بالاتر از سطح دریا واقع شده‌است.